# 埃娅·许蒂埃宁
埃娅·许蒂埃宁（芬蘭語：Eija Hyytiäinen，1961年1月4日—），芬兰女子越野滑雪运动员。她曾代表芬兰参加1984年和1988年冬季奥林匹克运动会越野滑雪比赛，获得一枚铜牌。